# Хватање у коло
Хватање у коло или ефекат хватања у коло (енгл. Bandwagon effect) је веома добро документован облик групног мишљења у бихевиоралној науци и има много примена. Генерално правило је да се понашање или веровање шири међу људима као што се очигледно дешава са модама и трендовима уз „вероватноћу да ће их било која јединка прихватити која расте пропорционално броју оних који су то већ учинили“. Што више људи поверује у нешто, то је већа шансе да ће се и остали такође „ухватити у коло“, без обзира на постојеће доказе.
Склоност ка имитирању понашања или веровања других може се догодити јер појединци директно преферирају да се повинују или зато што појединци извлаче информације од других. Оба објашњења користе се као показатељи конформизма у психолошким експериментима. На пример, социјални притисак коришћен је да би се објаснили Ешови (Asch) конформистички експерименти, а информације су коришћене да би се објаснио Шерифов (Sherif) аутокинетички експеримент.

## Концепт
Лаички речено ефекат хватања у коло односи се на то да људи раде одређене ствари зато што их други раде, без обзира на сопствена веровања, која могу да игноришу или пређу преко њих. Доживљавање „популарности“ предмета или особе може имати утицај на то како га људи у целини посматрају. На пример, једном када неки производ постане популаран, више људи тежи да „се ухвати у коло“ и такође га купи. Ефекат хватања у коло објашњава зашто постоје модни трендови.
Када појединци доносе рационалне одлуке базиране на информацијама које примају од других, економисти претпостављају да се брзо могу формирати каскаде информација у којима људи одлучују да игноришу своје личне информационе сигнале и прате понашање осталих. Каскаде објашњавају зашто је понашање крхко - људи разумеју да је засновано на веома ограниченим информацијама. Као резултат тога, мода се лако ствара али се такође лако и одбацује. Такви информациони ефекти користе се да се објасни политичко хватање у коло.

## Порекло
На енглеском језику "bandwagon" су кола на којима се вози оркестар током параде, циркуса или друге забаве. Фраза „скочити на кола за оркестар“, са сличним значењем нашој фрази „ухватити се у коло“, први пут се појавила у америчкој политици 1848. када је Ден Рајс, славни и популарни циркуски кловн тог времена, користио кола за оркестар да би привукао пажњу на своје наступе током политичке кампање. Како је његова кампања постајала све успешнија, други политичари борили су се за седиште на колима за оркестар, надајући се да ће их повезивати са његовим успехом. Касније, током председничке кампање Вилијама Џенингса Брајена 1900. године, кола за оркестар постала су стандард у кампањама, а „скочити на кола“ постао је погрдни термин, подразумевајући да се људи удружују са нечим успешним без разматрања са чиме се удружују.